# Etainia
Etainia is een geslacht van vlinders van de familie van de dwergmineermotten (Nepticulidae).

## Soorten
- E. albibimaculella (Larsen, 1927)
- E. biarmata Puplesis, 1994
- E. capesella (Puplesis, 1985)
- E. crypsixantha (Meyrick, 1918)
- E. decentella (Herrich-Schäffer, 1855)
- E. krugerensis (Scoble, 1983)
- E. leptognathos Puplesis & Diškus, 1996
- E. louisella (Sircom, 1849) - akenvruchtmineermot
- E. nigricapitella (Janse, 1948)
- E. obtusa (Puplesis & Diškus, 1996)
- E. ochrefasciella (Chambers, 1873)
- E. peterseni (Puplesis, 1985)
- E. sabina (Puplesis, 1985)
- E. sericopeza (Zeller, 1839)
- E. thoraceleuca van Nieukerken, Epstein & Davis, 2024[1]
- E. trifasciata (Matsumura, 1931)
- E. zimbabwiensis (Scoble, 1983)